# 1250 dans les croisades
- Mamelouks :  Chajar ad-Durr, Al-Muizz Izz ad-Dîn Aybak

Cette page regroupe les évènements concernant les Croisades qui sont survenus en 1250 :
- 8 février : Première bataille de Mansourah (septième croisade)[1].
- 11 février : Seconde bataille de Mansourah (septième croisade) : mort de Guillaume de Sonnac, grand maître de l'Ordre du Temple[2].
- 28 février : Tûrân Châh arrive à Mansourah et organise la défense contre les croisés[3].
- 6 avril : en proie aux épidémies, l'armée de Saint-Louis se rend aux Ayubiudes. Saint-Louis est fait prisonnier[1].
- 2 mai : Al-Malik al-Mu`azzam Tûrân Châh, sultan d'Égypte, est massacré par les Mamelouks[1].
- 6 mai : Saint-Louis est libéré en échange de la ville de Damiette[4].
- 8 mai : Saint-Louis quitte l'Égypte pour la Syrie franque[1].
- 13 mai : Saint-Louis débarque à Saint-Jean-d'Acre[1].
- 9 juillet : Al-Nasir Yusuf fait son entrée dans Damas qui refuse l'autorité mamelouk[5].